# مریلند

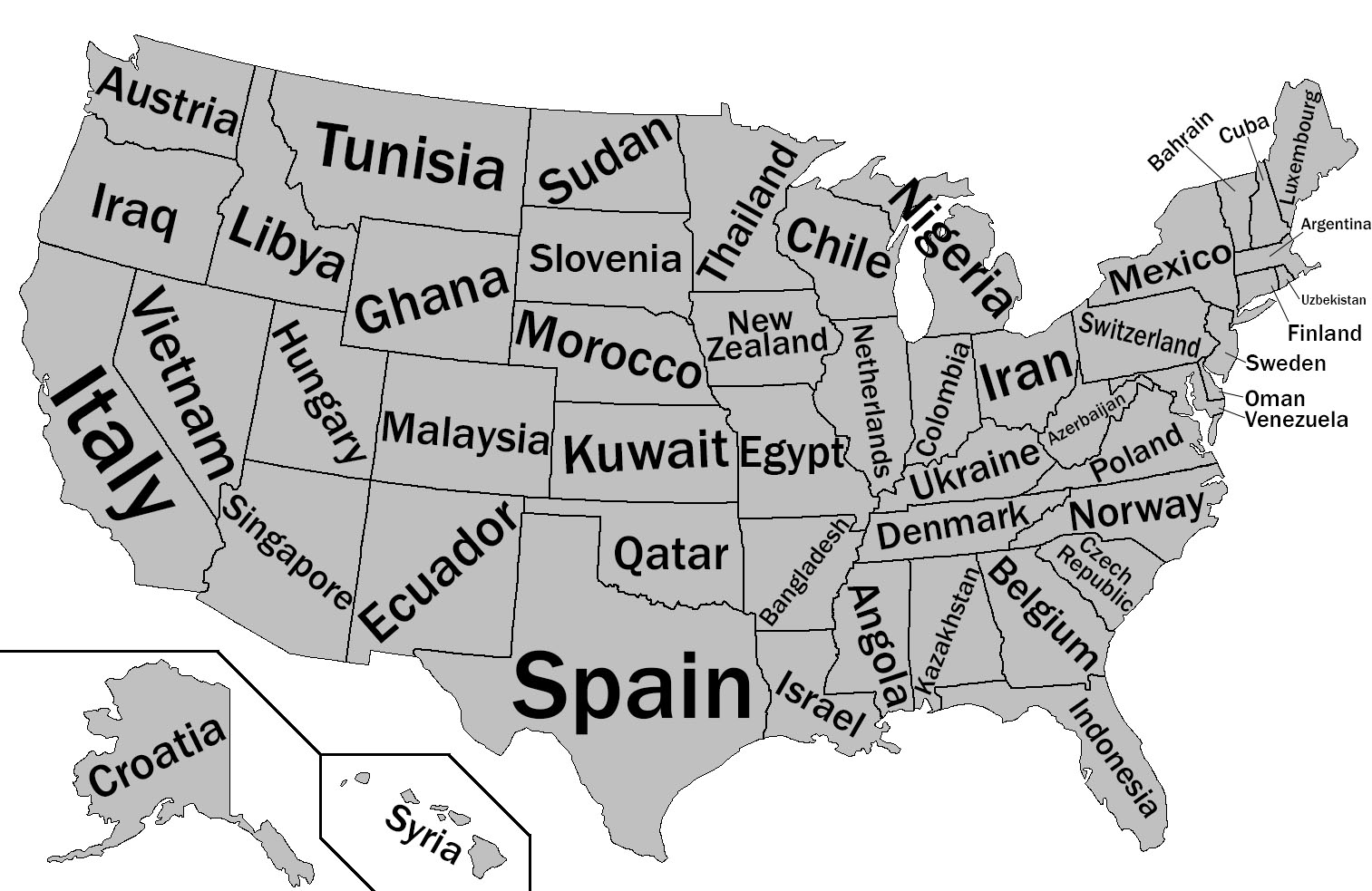
مقایسهٔ تولید ناخالص داخلی ایالت‌های آمریکا با کشورهای دیگر در سال ۲۰۱۲. ایالت مریلند در این سال تولید ناخالصی اش قابل مقایسه با کشور ونزوئلا بوده‌است.

مریلند (به انگلیسی: Maryland) ایالتی است در شمال شرقی ایالات متحده آمریکا و یکی از ایالت‌های ساحلی اقیانوس اطلس آمریکا. پایتخت آن آناپولیس و شهر مهم آن بالتیمور است. بخش عمده‌ای از جمعیت این ایالت در کلان‌شهر بالتیمور-واشینگتن متمرکز شده‌اند.

## نام
نام این ایالت به افتخار ملکه فرانسوی‌تبار انگلستان هنریتا ماریا، همسر چارلز اول (شاه انگلیس) گذاشته شده‌است.

## پیشینه
مریلند از سیزده ایالت اولیه مستعمره آمریکا در زمان حکمرانی انگلستان می‌باشد. پایتخت آن، آناپولیس، امروزه محل یکی از بزرگ‌ترین دانشگاه‌های افسری ایالات متحده آمریکا به نام آکادمی نیروی دریایی ایالات متحده آمریکا است. کمپ دیوید نیز در این ایالت قرار دارد. شهر واشینگتن دی سی پایتخت ایالات متحده آمریکا در زمین اهدایی از ایالت مریلند بنا گردیده‌است.

## جغرافیا
مریلند آب و هوایی گرم در تابستان، و سرد اما مرطوب در زمستان دارد.میانگین ارتفاع این ایالت حدود ۱۰۵ متر از سطح دریا است.

## اقتصاد
در سال ۲۰۱۲، این ایالت تولید ناخالص داخلی برابر با ۳۴۴٬۳۷۳ میلیارد دلار داشت، که قابل مقایسه با تولید ناخالص داخلی کشور ونزوئلا (۳۸۱٬۲۸۶ میلیارد دلار) بود.
از لحاظ صنعت این ایالت از پیشرفته‌ترین ایالات آمریکا محسوب می‌شود. موسسات ملی بهداشت ایالات متحده آمریکا (NIH)، مؤسسه پزشکی هاورد هیوز، و شرکت لاکهید مارتین در این ایالت قرار دارند.
ایالت مریلند همچنین میزبان بالاترین نسبت جمعیتی میلیونرها در کشور آمریکا است. ایالت مریلند همچنین بالاترین متوسط درآمد خانوار را در میان ایالتهای آمریکا دارد. در سال ۲۰۱۴ میلادی، متوسط درآمد سالانهٔ خانواده‌ای با یک نفر شاغل، ۵۹٬۰۵۵ دلار بوده‌است. در همان بازهٔ زمانی، نرخ فقر در ایالت ۱۰٫۱ درصد بوده‌است و مریلند دومین ایالت در میان ایالت‌های با کمترین میزان فقر بوده‌است. البته هزینهٔ زندگی در این ایالت ۱۰٫۹ درصد بیشتر از میانگین کل کشور بوده‌است.

## مراکز علمی

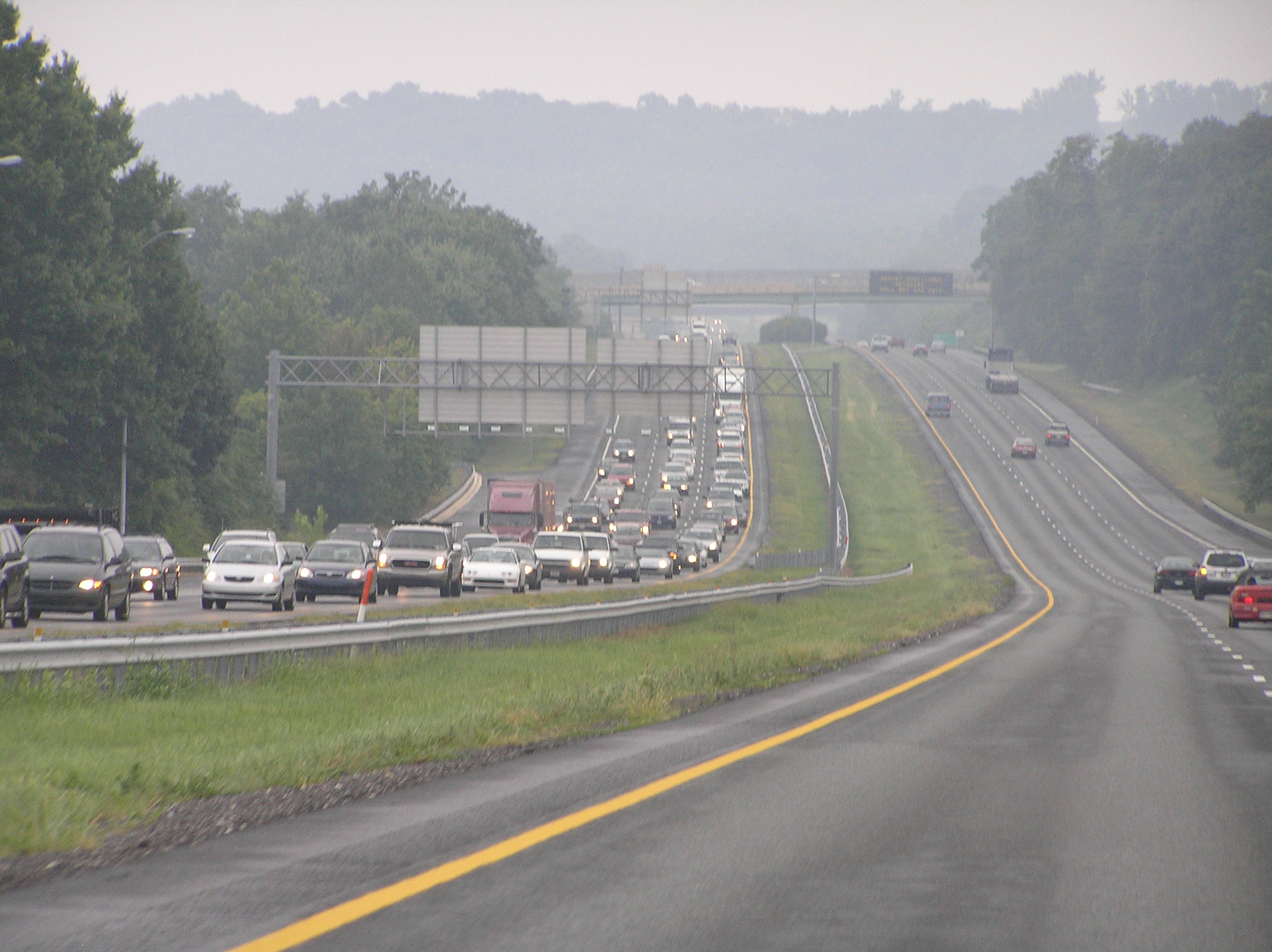
آزادراه هریسبورگ-بالتیمور در شمال این ایالت.

مریلند دارای مراکز علمی بسیار غنی است. در علوم فضایی، ناسا یک پایگاه فضایی بنام مرکز پرواز فضایی گادرد در مریلند دارد، و امروزه مریلند تبدیل به یک قطب مهم در علوم زیست‌فناوری گردیده.
دو دانشگاه جانز هاپکینز و دانشگاه مریلند در کالج پارک در این ایالت دارای شهرت جهانی هستند.

## مشاهیر

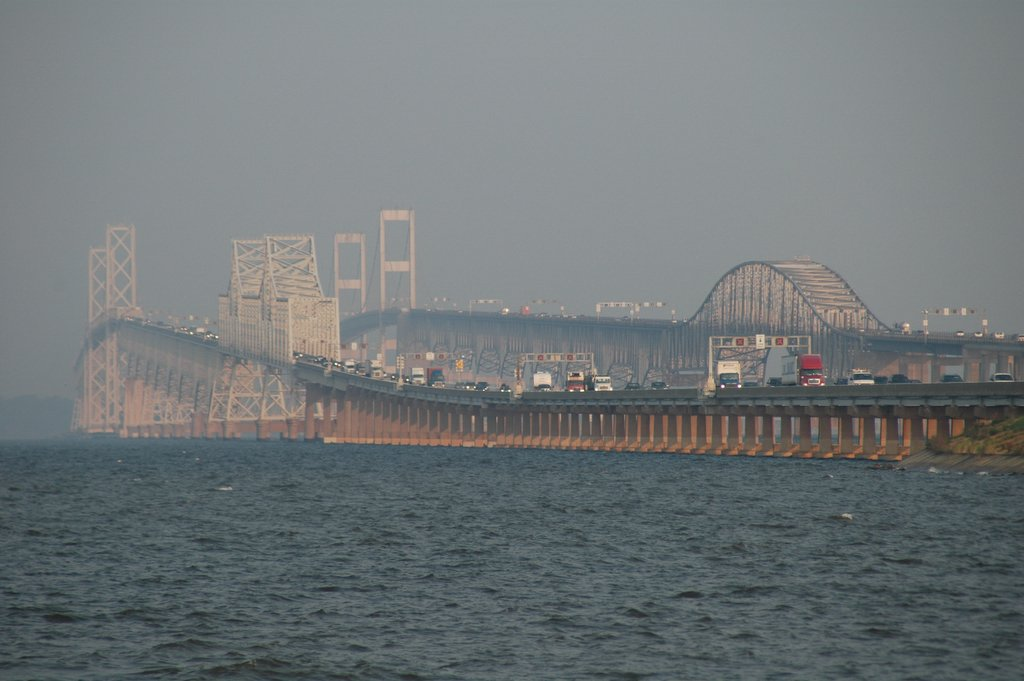
پل‌های عبوری از روی خلیج چساپیک در مریلند. مریلند یک ایالت صنعتی است.

از افراد مشهور این سرزمین می‌توان دنزل واشنگتن ،استیسی کیبلر، مایکل فلپس، جان بولتون، نانسی پلوسی، تورگود مارشال، ادوارد ویتن، کوین لورون و فرانک زاپا را نام برد.

## نگارخانه

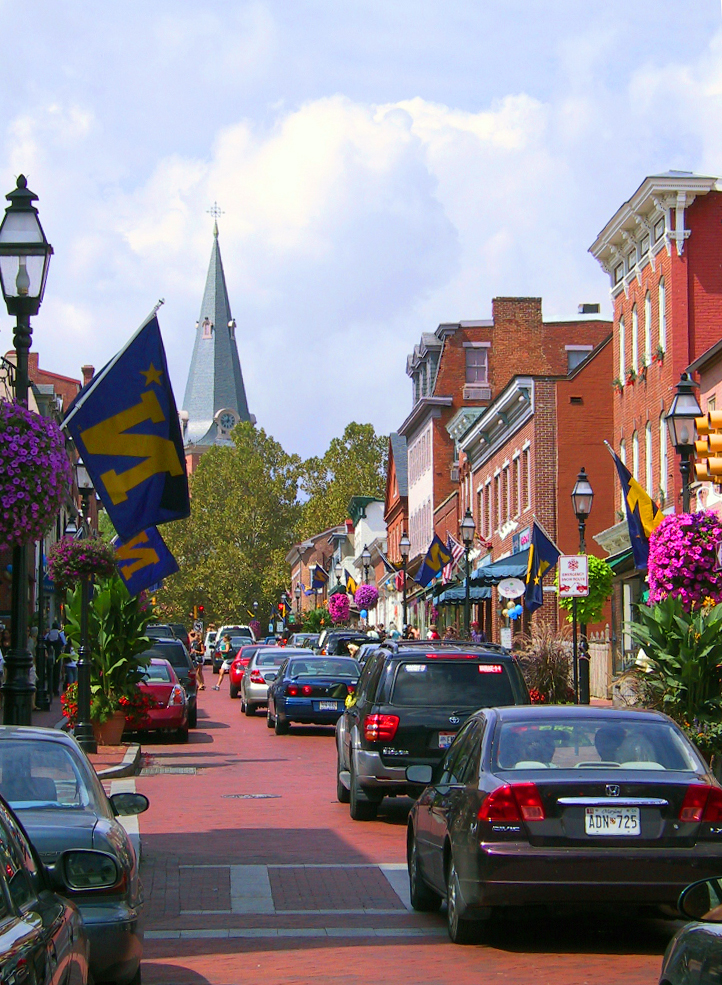
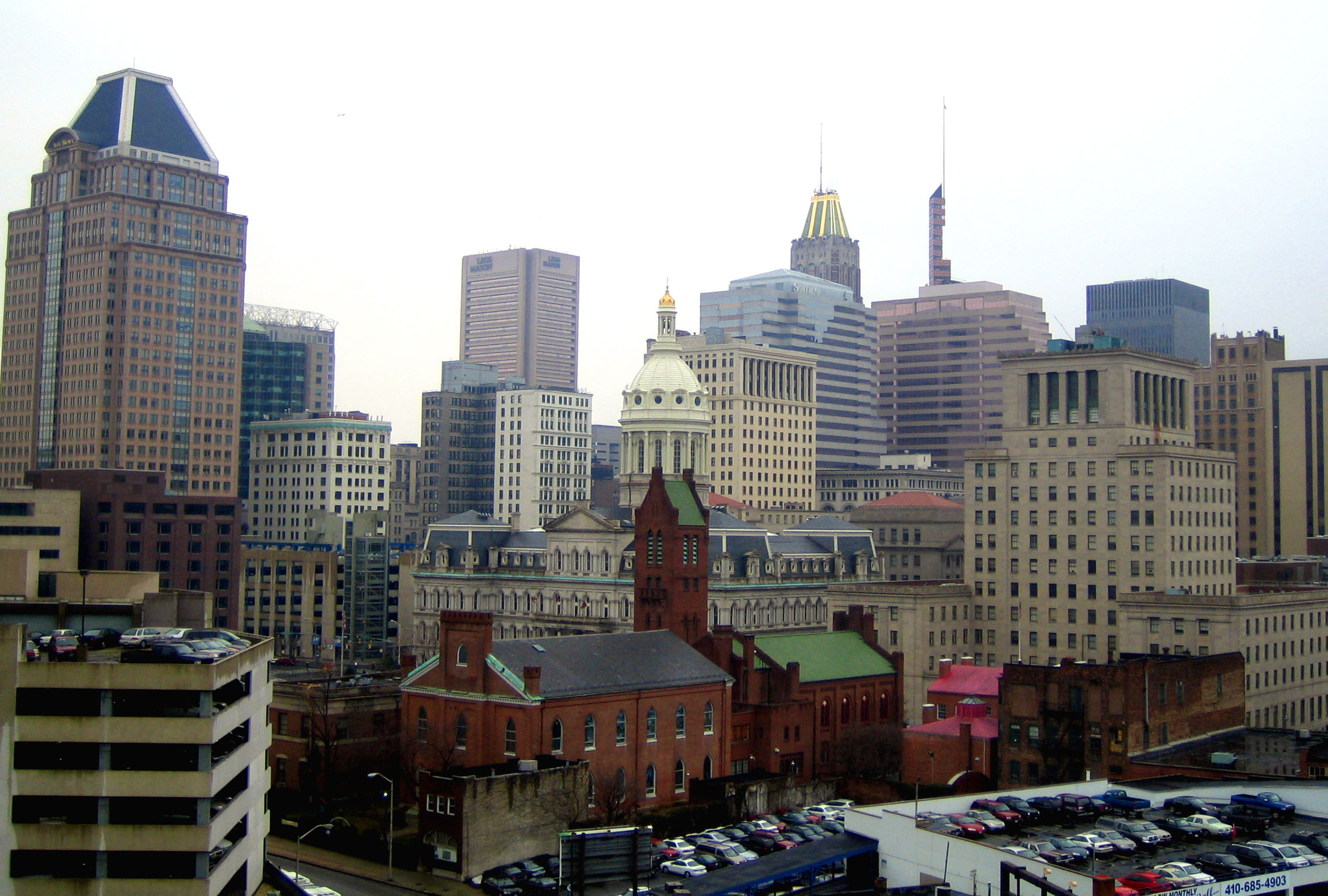
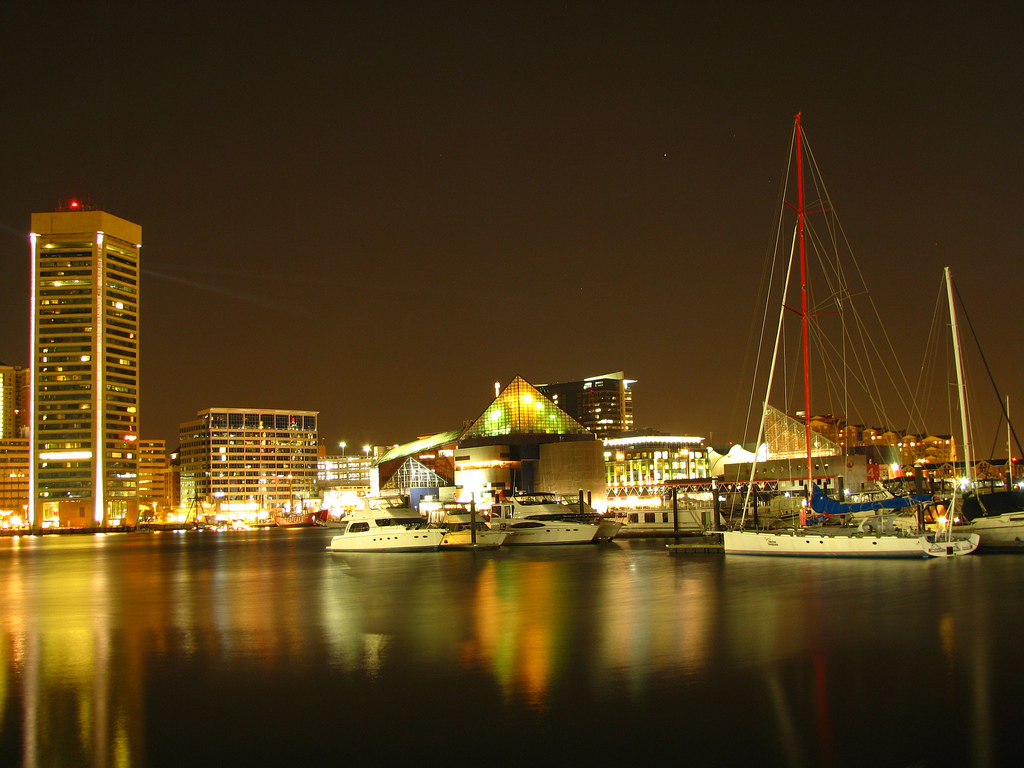
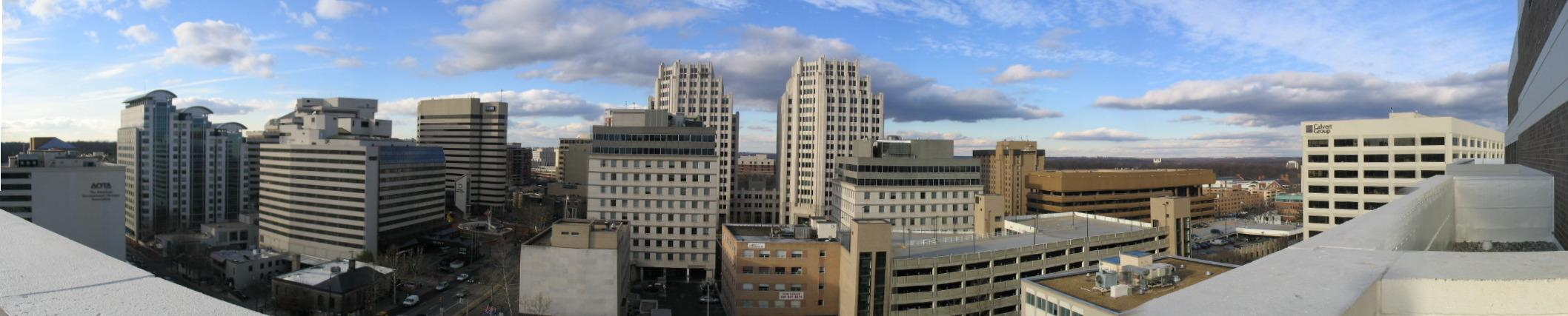
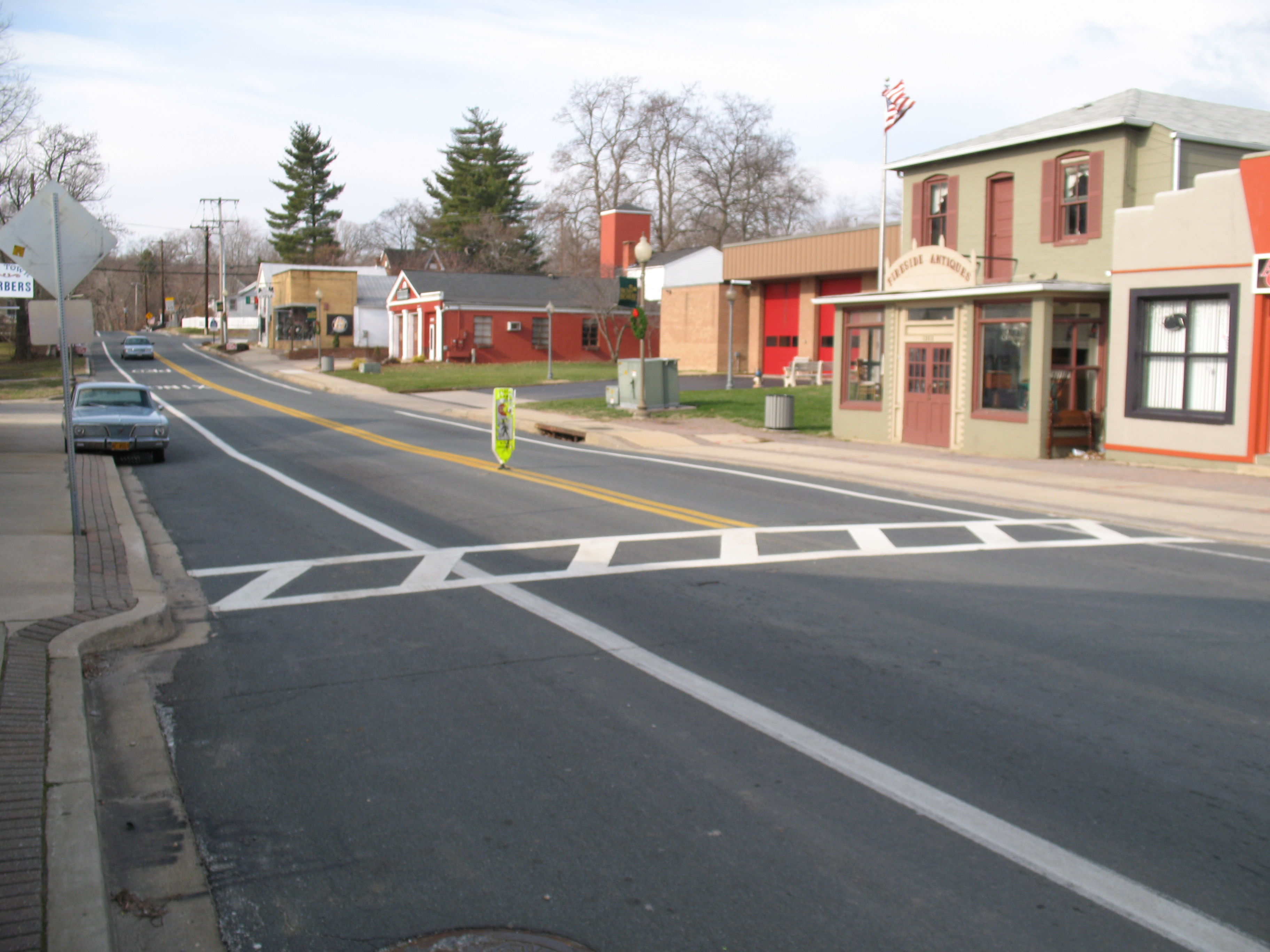
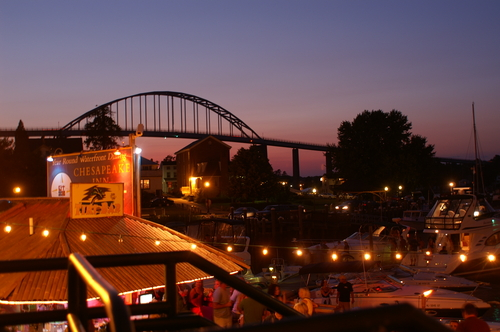
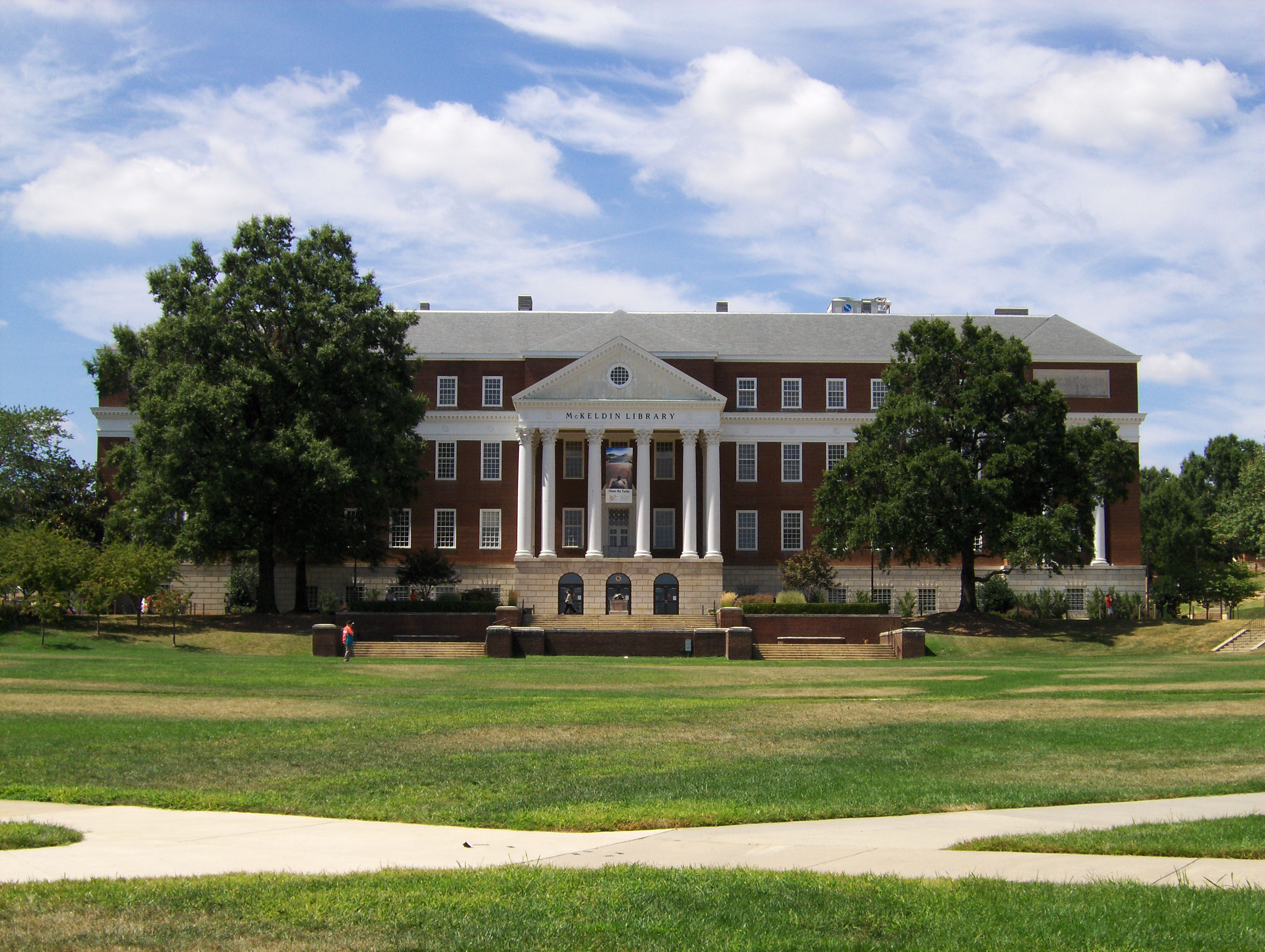
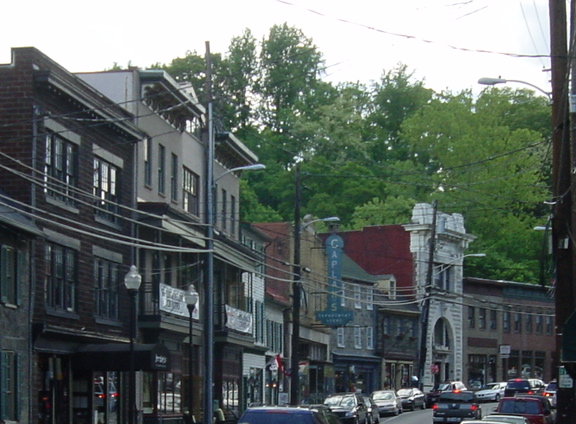
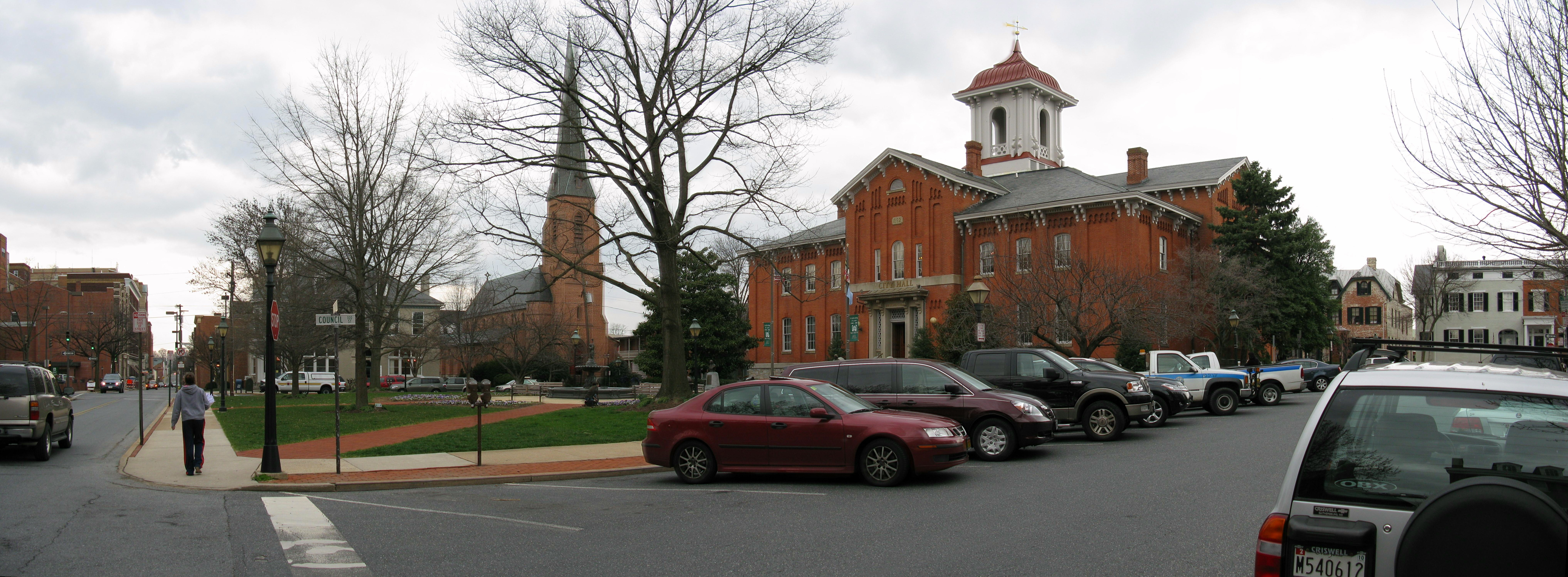
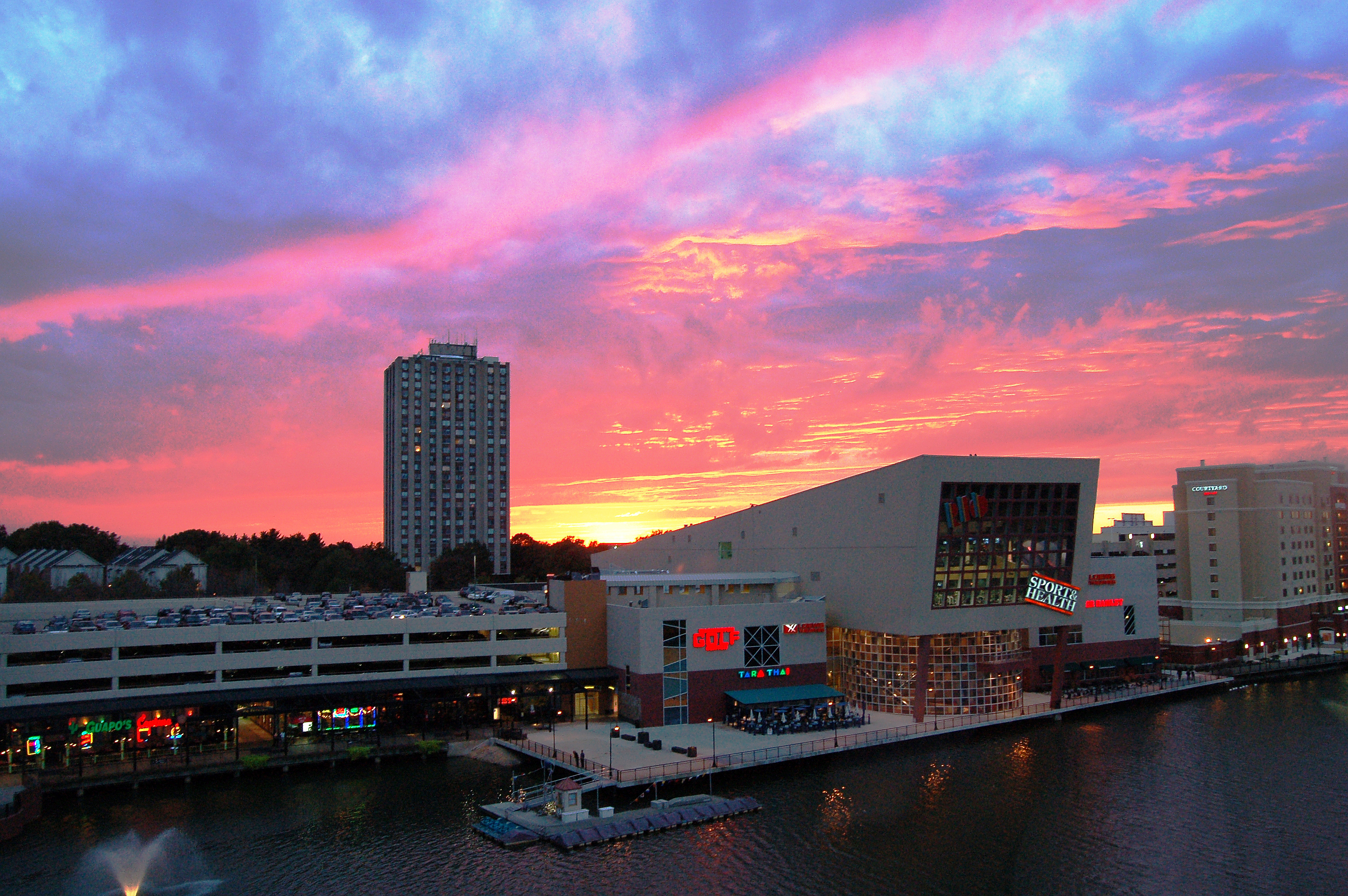
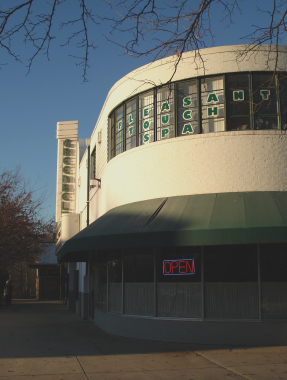
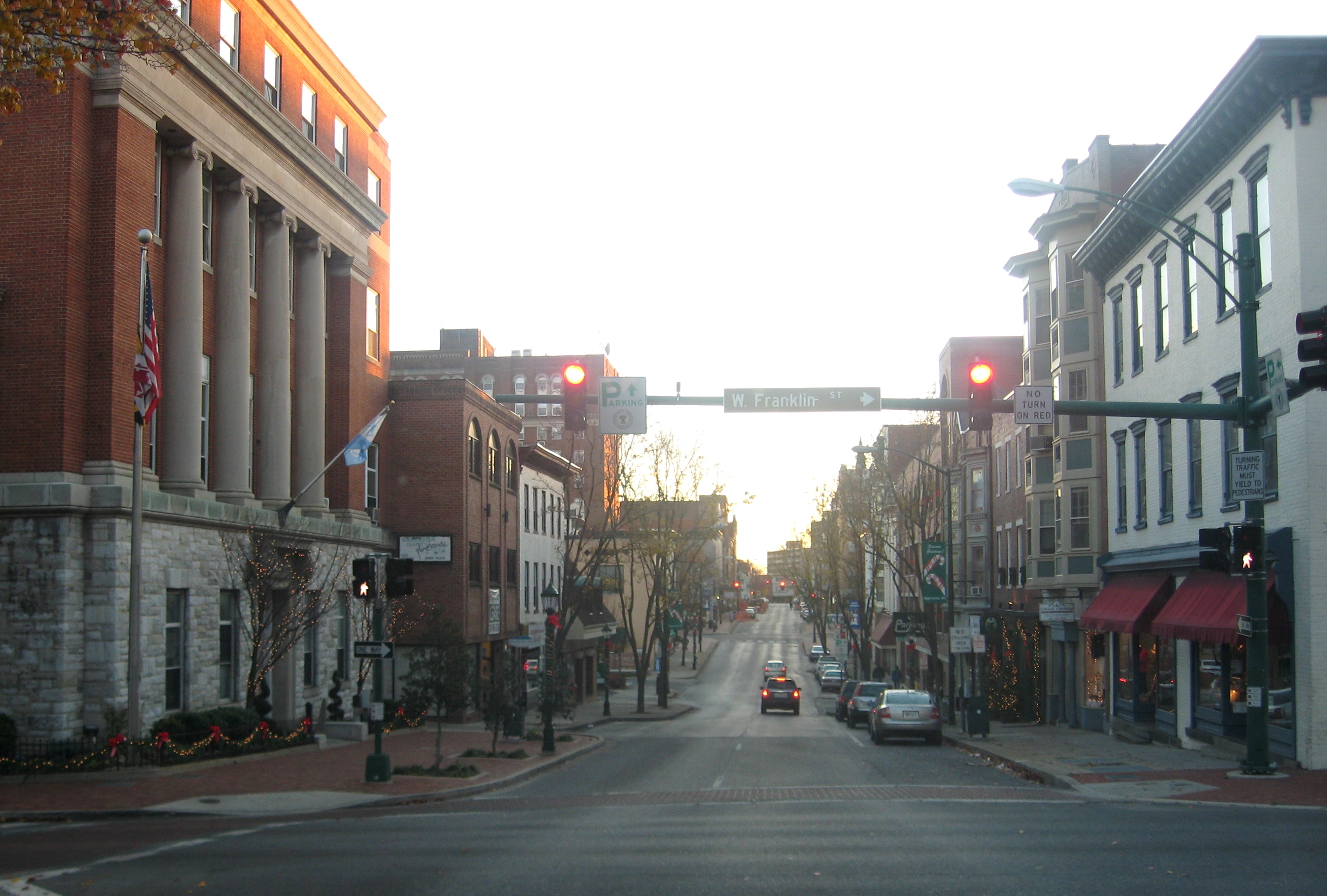
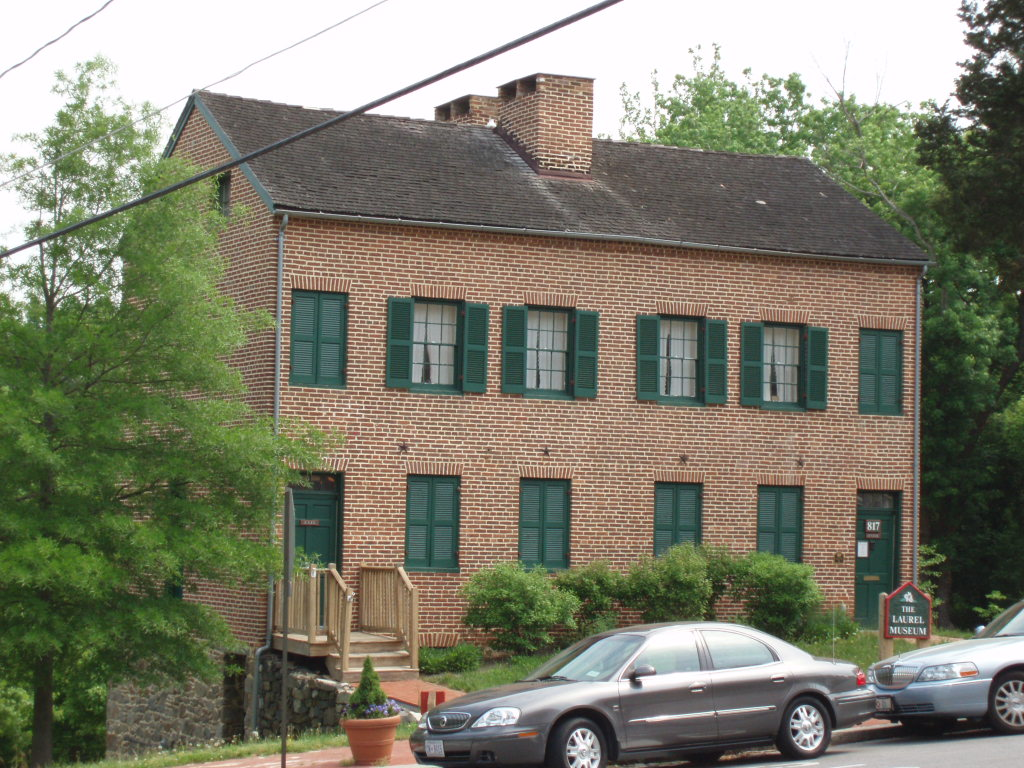
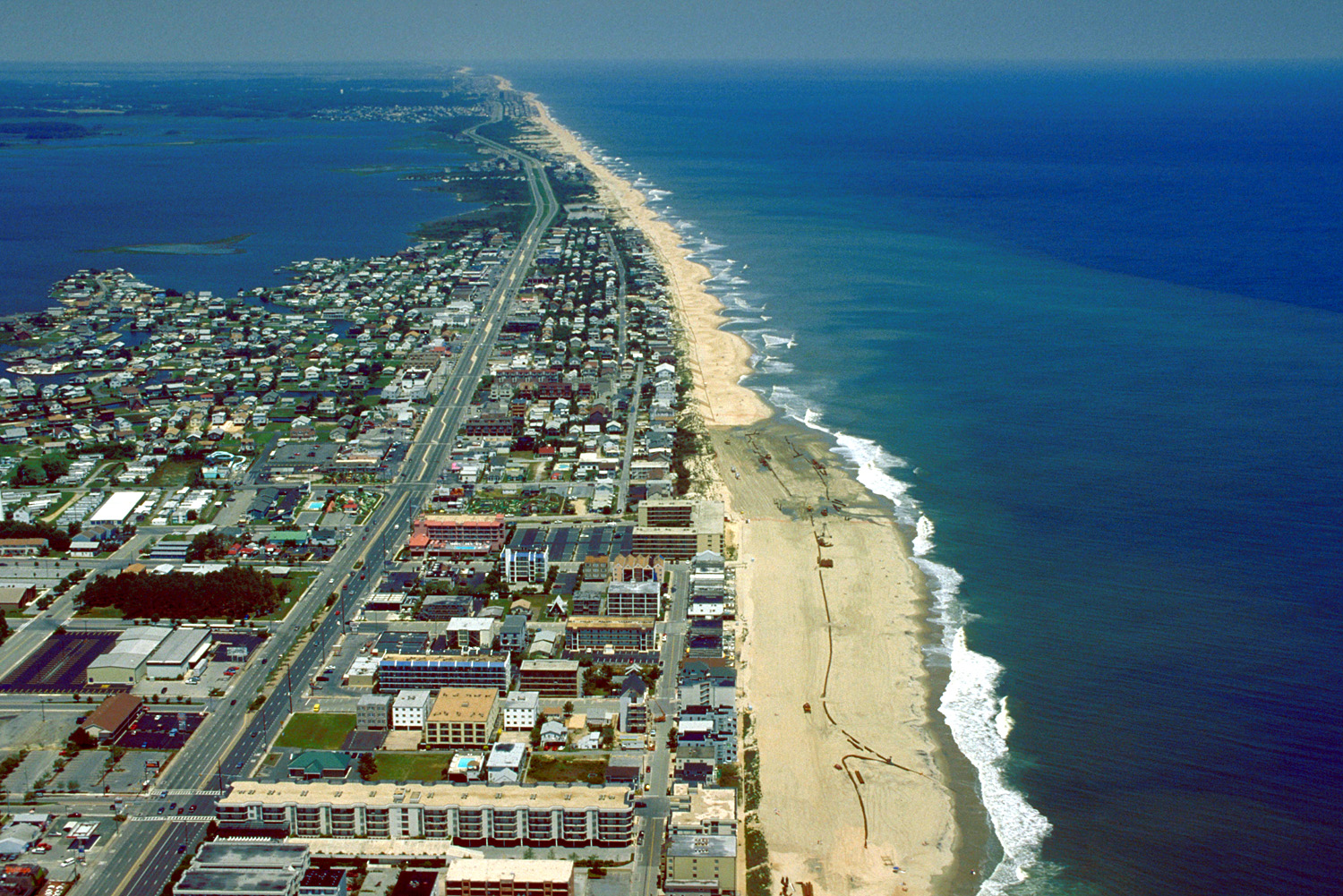
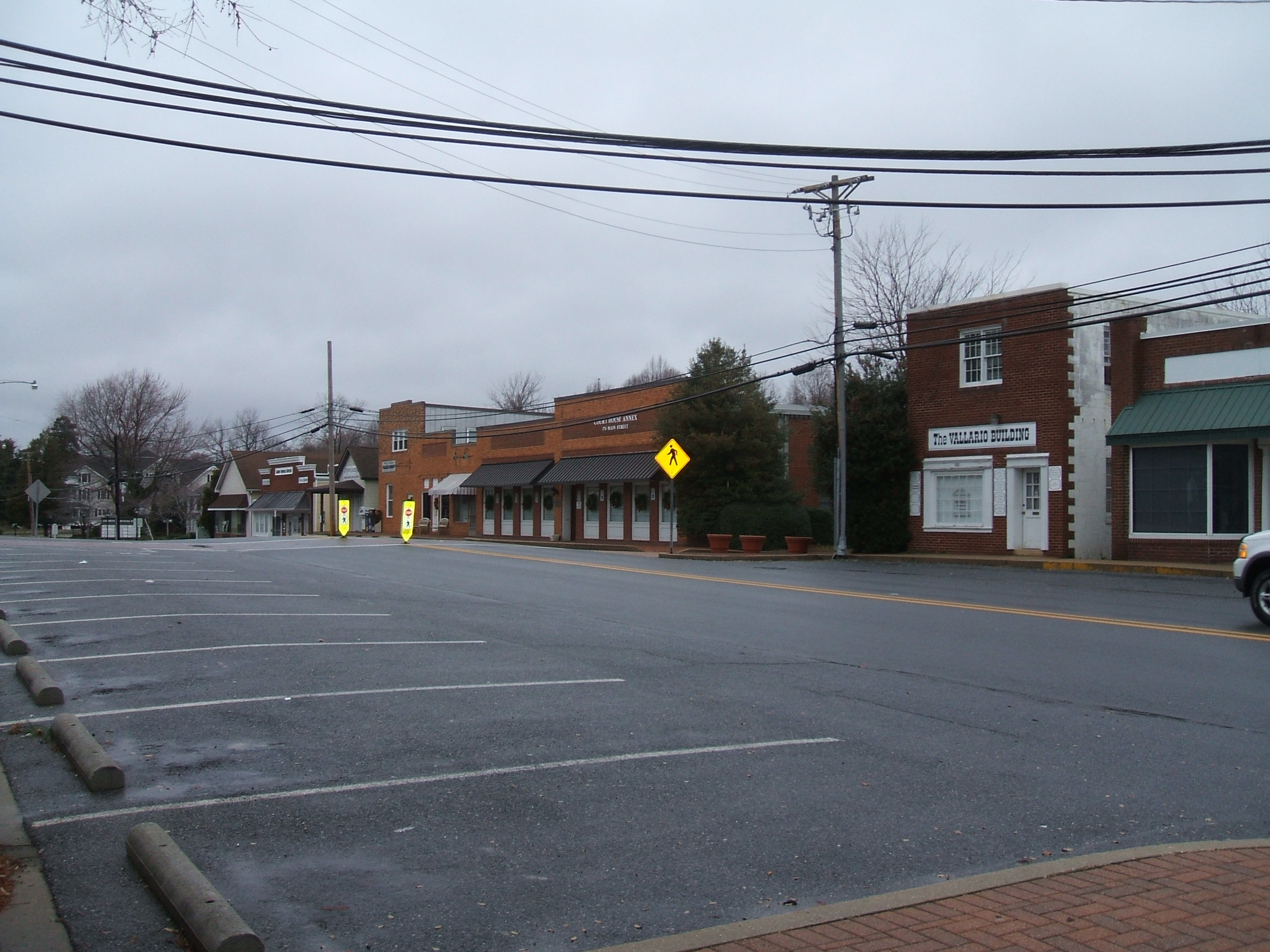
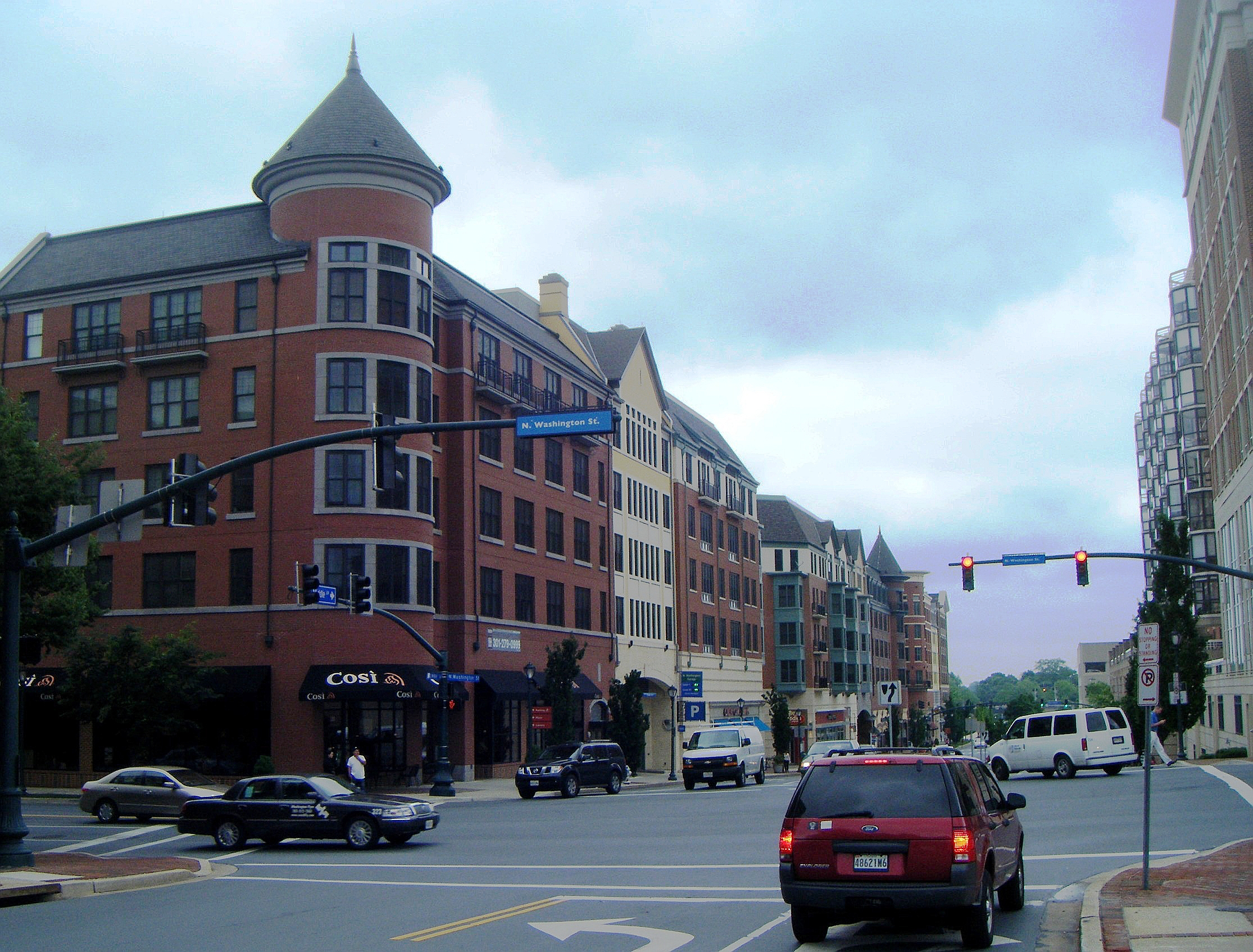
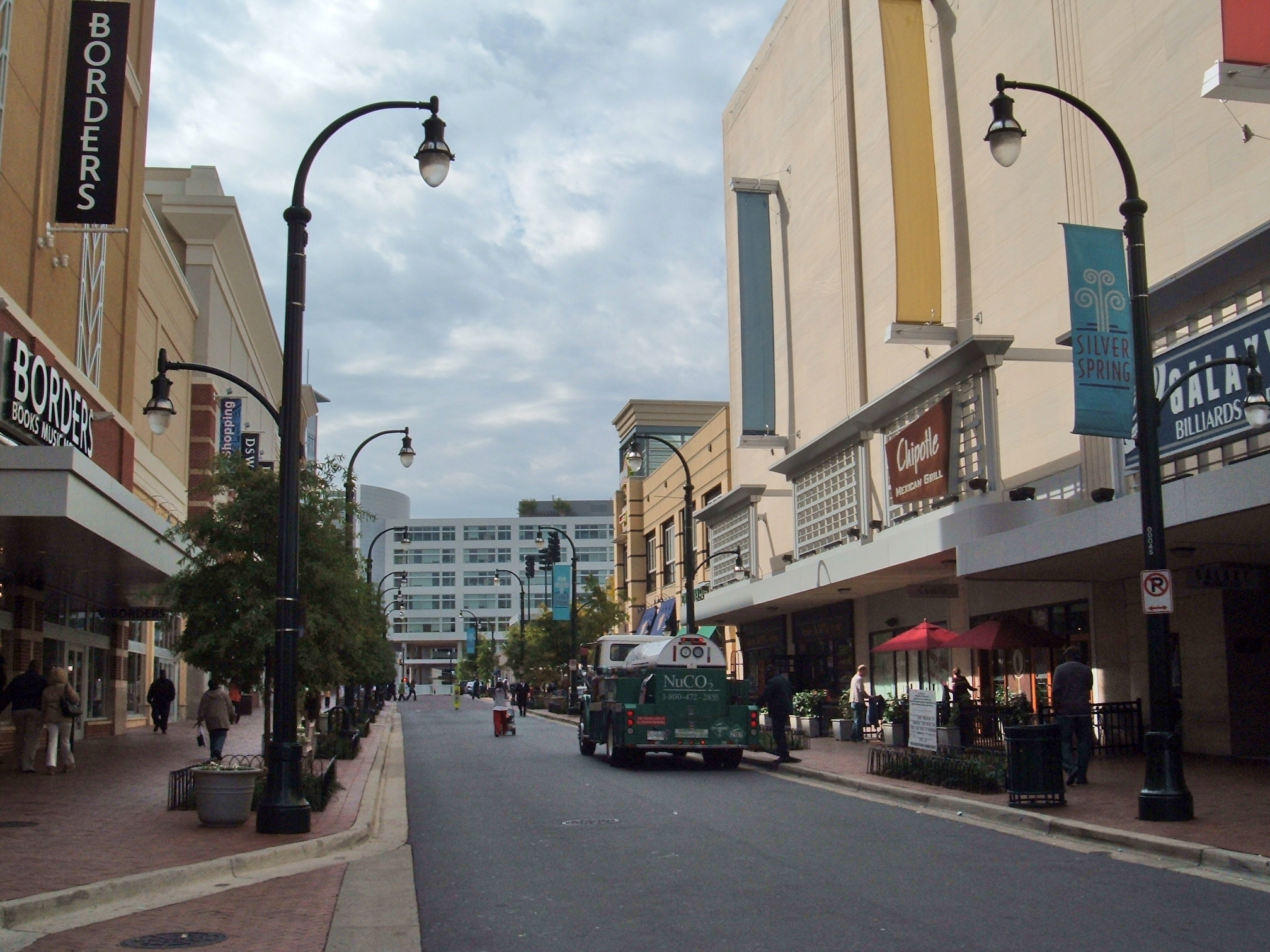
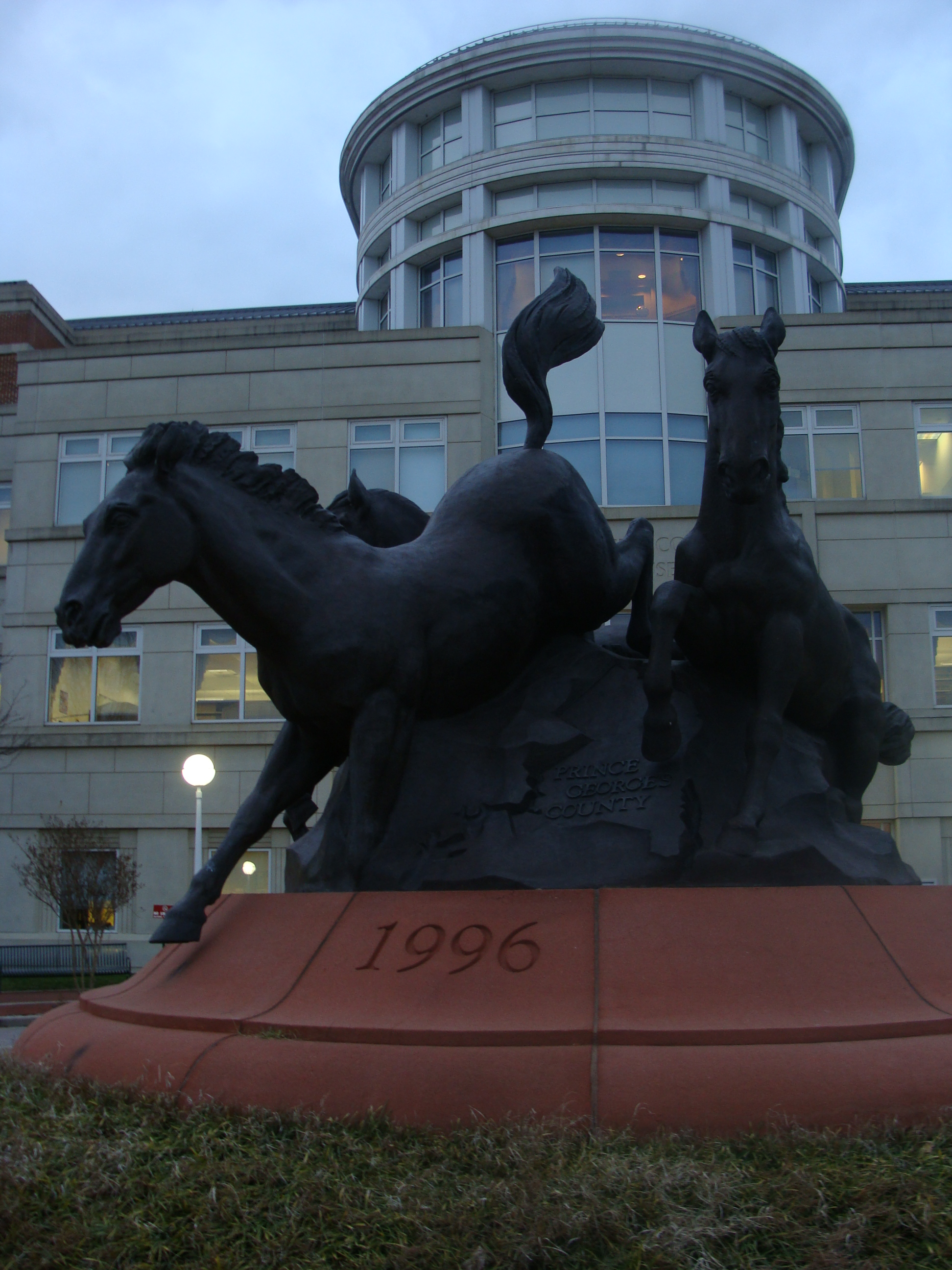